# 룡성기계련합기업소
룡성기계련합기업소(龍城機械聯合企業所)는 함경남도 함흥시에 위치하는 조선민주주의인민공화국 최대의 산업 설비 생산 공장으로 조선민주주의인민공화국 기계공업성이 관리한다. 
68.6만㎡ 부지에 광업, 금속, 전력, 시멘트, 화학, 전자 산업, 채취 산업 등 경제 각 부문에서 필요한 대형 기계 및 설비를 제작하여 공급하고 있다.
이 기업소는 조선민주주의인민공화국 기계 공업에서 큰 비중을 차지하고 있다. 
특히 80년 말부터 90년대 중반까지는 룡성 기계 공업 연합 총국이라 불리었는데 이 연합 총국은 기계 공업부의 산하 기업소가 아니라 당시 정무원 산하의 독립적인 기구를 의미하였다. 

## 개요
주요 설비는 3천톤 프레스, 8m 수형 선반, 18m 수형 선반, 70m 대형 문형 평삭반, 20m 대형 선반, 20톤 전기로 등을 보유하고 있다.
이 연합 기업소의 전신은 일제 강점기 흥남비료연합기업소의 분공장이며 해방후 1946년 4월 창설, 1953년 광산 기계 공장으로 전환되었음을 알수가 있다. 
1957년부터 구소련의 지원으로 시설을 확장하여 1960년 완공하고 룡성 기계 공장으로 명칭이 변경되었음을 알수가 있다. 
2차 7개년 계획 기간에 들어와 대형 공작기계 생산 기지 건설에 착수하여 1975년에 6월 10일 분공장을 건설하였으며, 1977년에는 함흥 대형 공작기계 공장을 완공하였다.
이 연합 기업소는 자력 갱생의 본보기 공장이라는 명칭에 걸맞게 각종 프레스와 선반 등 대부분의 기계 설비를 자체 제작하여 설치하였을 뿐만 아니라, 자재의 거의 대부분을 전극 생산 기지, 내화벽돌 생산 기지, 혼합물 생산 기지, 물유리 생산 기지, 도가니 생산 기지, 연마석 생산 기지, 공구 생산 기지, 측정기구 생산 기지, 용접봉생산 기지, 관 생산 기지, 고무 바킹 생산 기지, 유색금속 용착 메달 생산 기지, 인발관 생산 기지, 전극 생산 기지 등 20여 개의 자체 생산 기지를 통해 조달하였음을 알수가 있다.
90년대 중반 이후 소위 고난의 행군 기간을 거치면서 심각한 공장 가동 침체를 겪고 나서 공장 가동 정상화를 모색해왔음을 알수가 있다.

## 개건 현대화 과정
이 배경에는 압축기 생산을 늘려 석탄 문제를 풀어야 한다는 김정일의 지시가 있었던 것으로 보인다.
2001년 4월 김정일 방문 이후 새로운 압축기 생산 목표를 수립하고 캐디안 설계 체계 구축, 플라스마 절단기를 컴퓨터 조종 체계 도입을 위한 기술 개조 사업을 추진했음을 알수가 있다. 
이 과정에서 공업 시험소와 설계 사업소에 컴퓨터를 설치하고 과학 기술 통보 단위를 비롯한 중앙의 광명망과 연결하였음을 알수가 있었고 2003년 3입방 피스톤 압축기와 20입방 나사 압축기, 30입방 나사 압축기 등 3개의 새로운 압축기 계열 생산을 위한 노력을 전개하면서 압축기 생산 직장 개건 현대화 사업에 착수하고 가공 정밀도를 높이기 위해 20m 대형 선반 등 기존 설비 수십 대를 수치 제어화하고 기존 건물을 개조하여 2005년 12월에 피스톤 압축기를 생산할 수 있는 1단계 공사를 완료했음을 알수가 있다.
이런 가운데 2002년들어 전기로와 유도로들을 비롯한 소재 생산 기지의 설비들을 정비 보강하고 주강 직장 20톤 전기로의 전극 승강 조종 체계를 컴퓨터화했으며 2004년들어 소결로 설비들을 개보수 하였다.
이어 2006년 압축기 생산을 위한 주물 소재 공정을 개선하였으며 2007년 김정일 방문 당시 주철 직장을 현대적으로 잘 건설하도록 지시를 받고 공사를 본격 추진하였다.
2010년 기존 1,2 주물 직장을 통합하여 선군 주철 공장을 완공하고 선군 압축기 직장과 함께 준공식을 거행했음을 알수가 있다. 
선군 주철 공장은 원료 공급으로부터 혼사, 조형, 용해, 사락 등 모든 생산공정이 컴퓨터의 조종에 의해 무인화가 되었다고 하며 선군 압축기 직장은 CNC 설비들로 갖추어져 있다고 선전했음을 알수가 있다.
2011년 4월 새로운 나사 압축기를 생산하였으며 응축기, 증발기, 잠수펌프 등 지열수를 이용한 냉난방 설비를 개발한데 이어 이것보다 2.5배 능력이 큰 지열 설비를 개발 선군 주철 공장에 설치하였고 계열 생산 공정 건설을 추진하였다. 

## 동흥산 기계 공장
2013년 6월 29일 김정은이 룡성기계연합기업소 2월 11일 공장에 현지지도를 갔음을 알수가 있었는데 이때 수직 열처리로의 무인화와 공작기계의 CNC화를 보고 기뻐하여 나머지 만족을 표하였음을 알수가 있었고 특히 CNC 공작기계를 보고 놀라며 높게 평가를 하였음을 알수가 있었다는 것이다.
2016년 3월 24일에도 역시 방문하여 제관 직장과 주강 직장을 본 김정은은 더욱 현대화를 다지라고 명령을 내렸고 이에 군수 공업의 틀을 마련하려고 하고 있다는 것을 알수가 있다는 것이다.
2016년 4월 2일 김정은은 룡성기계연합기업소 2월 11일 공장에서 변경된 동흥산 기계 공장을 방문하여 1단계 부분적인 무인화에 이어서 아예 2단계인 컨베이어 방식의 조립 직장을 만들으라고 명령을 내리는 등 지금 현재 룡성기계련합기업소는 개건 공사를 하고 있을 것으로 알려져 있음을 알수가 있다는 것이다.
현재 조선민주주의인민공화국은 수직 열처리로의 무인화와 공작기계의 CNC화가 이루어져 있어서 현재 1단계 부분적인 무인화 방식으로 되어 있음을 알수가 있다는 것이다.

## 개건 현대화 연표
- 2001년 : 새로운 압축기 생산목표 달성을 위한 캐디안 설계 체계 구축, 플라스마 절단기에 컴퓨터 조종 체계 도입을 위한 기술 개조 사업 추진
- 2002년 : 전기로를 비롯한 소재 생산 기지의 설비들의 정비 보강 착수
- 2002년 : 주강 직장 20톤 전기로의 전극 승강 조종 체계 컴퓨터 조종 체계 구축
- 2003년 : 3입방 피스톤 압축기, 20입방 나사 압축기, 30입방 나사 압축기 등 3개의 새로운 압축기 계열 생산 추진 및 압축기 생산 직장 개건 현대화 사업 착수
- 2004년 : 주강 직장과 주물 직장의 소결로 설비들을 개보수 작업 완료
- 2005년 12월 : 피스톤 압축기를 생산할 수 있는 1단계 공사 완료
- 2006년 10월 : 새로 개건된 압축기 생산 직장에서 압축기 생산 개시, 탄광 등 지원
- 2007년 : 주철 직장 무인화 공사 본격 추진
- 2010년 : 선군 주철 공장을 완공하였고 선군 압축기 직장과 함께 준공식 거행
- 2013년 6월 29일 : 룡성기계연합기업소 2월 11일 공장에 수직 열처리로의 무인화 개건과 CNC 설비들을 개량하여 1단계 무인화 완료
- 2016년 4월 2일 : 룡성기계연합기업소 2월 11일 공장에 조립 직장 등 직장에 컨베이어 직장 완비 명령을 김정은이 개건 명령을 내림